# Ozero Osvjato
Ozero Osvjato (ryska: Озеро Освято) är en sjö i Belarus.   Den ligger i voblasten Vitsebsks voblast, i den norra delen av landet, 160 km norr om huvudstaden Minsk. Ozero Osvjato ligger 130 meter över havet. Arean är 0,35 kvadratkilometer. Den sträcker sig 1,2 kilometer i nord-sydlig riktning, och 0,9 kilometer i öst-västlig riktning.
Omgivningarna runt Ozero Osvjato är en mosaik av jordbruksmark och naturlig växtlighet. Runt Ozero Osvjato är det ganska glesbefolkat, med 22 invånare per kvadratkilometer.